# 刘晓阳
刘晓阳（1959年9月—2009年4月28日），男，陕西石泉人，生于青海西宁，中华人民共和国政治人物，二级大法官，曾任青海省高级人民法院院长、党组书记、